# Alonso de Ercilla
Alonso de Ercilla y Zúñiga (Madrid, 7 de agosto de 1533-Ocaña, Toledo, 28 de noviembre de 1594) fue un poeta y soldado español, conocido principalmente por ser el autor de La Araucana.

## Biografía

### Inicios
Alonso de Ercilla y Zúñiga nació el 7 de agosto de 1533 en Madrid, hijo de padres originarios de Bermeo (País Vasco): Fortún García de Ercilla, doctor en ambos derechos, miembro del Consejo de Órdenes antes de ser ascendido por su valía al Consejo Real, y Leonor de Zúñiga. Tuvo cinco hermanos, dos varones y tres mujeres; él era el menor. El mayorazgo murió pronto, el varón mediano ingresó en un seminario. Al año de nacido quedó huérfano de padre.

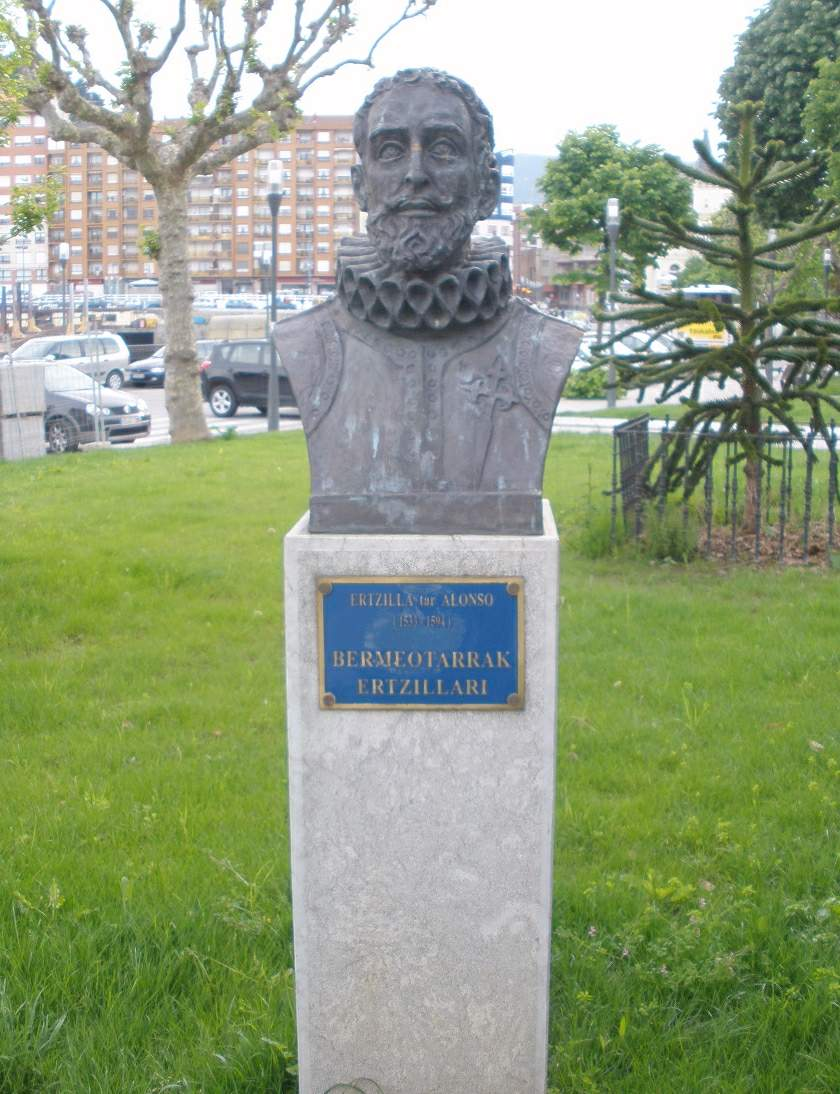
Busto del poeta, obra de Antonio Loperena en Bermeo, Vizcaya, España.

Como la familia había quedado prácticamente arruinada a causa de perder en un pleito el señorío de Bobadilla, el emperador Carlos V, en atención a su origen noble, envió a la familia a su corte, donde la madre fue admitida como dama de la emperatriz Isabel de Portugal, de forma que Alonso se crio allí con sus tres hermanas y sirvió como paje del príncipe Felipe. Junto a él, adquirió una sólida formación renacentista, la que incluyó el aprendizaje de latín, francés, italiano y alemán. Relató la conquista de Chile en el célebre poema épico La Araucana. Entre los 21 y 29 años de edad, don Alonso de Ercilla y Zúñiga -poeta joven-, valiéndose de cueros, pedazos de cartas y cortezas, documentó la épica de la conquista de Chile.
En 1555 partió desde Londres hacia Chile, donde se había sublevado el pueblo mapuche, llamado «araucano» por los españoles. Participó en diversas batallas y empezó a escribir La Araucana, poema épico de exaltación militar en 37 cantos, donde narra los hechos más significativos de la expedición.
Tras intervenir en unas campañas en Lima y Panamá, regresó a España en 1563, y publicó en 1569 la primera parte de su gran obra, dedicada a Felipe II. Fue nombrado gentil hombre de la corte y caballero de Santiago, tras lo cual participó en diversas acciones diplomáticas.
En 1570 contrajo matrimonio con María de Bazán, que aportó como dote más de ocho millones de maravedíes. Instalado en Madrid, vivió, según se dice, una existencia feliz y exenta de preocupaciones materiales que le permitió terminar las partes segunda y tercera de su poema.

### Génesis deLa Araucana
En 1556 llegó a Perú y acompañó a García Hurtado de Mendoza, el recién nombrado gobernador y capitán general de Chile, donde se habían sublevado los araucanos. Estuvo en Chile diecisiete meses, entre 1557-1559 y conoció a don Francisco Pérez de Valenzuela. Participó en las batallas de Lagunillas, Quiapo y Millarapue, siendo testigo de la muerte de Caupolicán, protagonista de su poema: La Araucana, poema épico de exaltación militar en 37 cantos, donde narra los hechos más significativos de la guerra de Arauco contra los araucanos (mapuches) y que empezó a escribir en campaña. 
En marzo de 1558 don García fundó la ciudad de Osorno y, cuando se realizaba una fiesta en la nueva ciudad con la participación de todos sus vecinos, salió don García por una puerta falsa de su casa cubriendo el rostro con un casco de visera cerrado acompañado de Alonso de Ercilla y Pedro Olmos de Aguilera. De improviso se incorporó Juan de Pineda, quien estaba enemistado con Alonso de Ercilla por rencillas anteriores y en un momento dado ambos sacaron espadas produciéndose un confuso incidente. Don García se percató de la situación y arremetió contra el más exaltado, que era Alonso de Ercilla, y lo derribó con un golpe de maza. Malherido, Alonso de Ercilla corrió a una iglesia y buscó asilo. El gobernador mandó encarcelarlos y degollar a ambos contendientes al día siguiente. La vecindad y muchas personas influyentes, considerando injusta la condena, trataron de persuadir a García Hurtado y Mendoza, pero los preparativos para la ejecución prosiguieron y la esperanza de salvarlos estaba perdida. Entonces dos mujeres, una española y otra india, se acercaron a la casa de don García y se introdujeron por la ventana y por medio de súplicas lograron conmover el duro corazón del gobernador, quien perdonó la vida a los sentenciados. Alonso de Ercilla siguió preso tres meses más y luego fue desterrado al Perú. Escribiría don Alonso en su épico poema La Araucana respecto de este serio incidente:

Ni digo cómo al fin por accidente

del mozo capitán acelerado

a plaza fui sacado injustamente

a ser públicamente degollado;

ni la larga prisión impertinente

do estuve tan sin culpa molestado

ni mil otras miserias de otra suerte,

de comportar más grave que la muerte.
Alonso de Ercilla

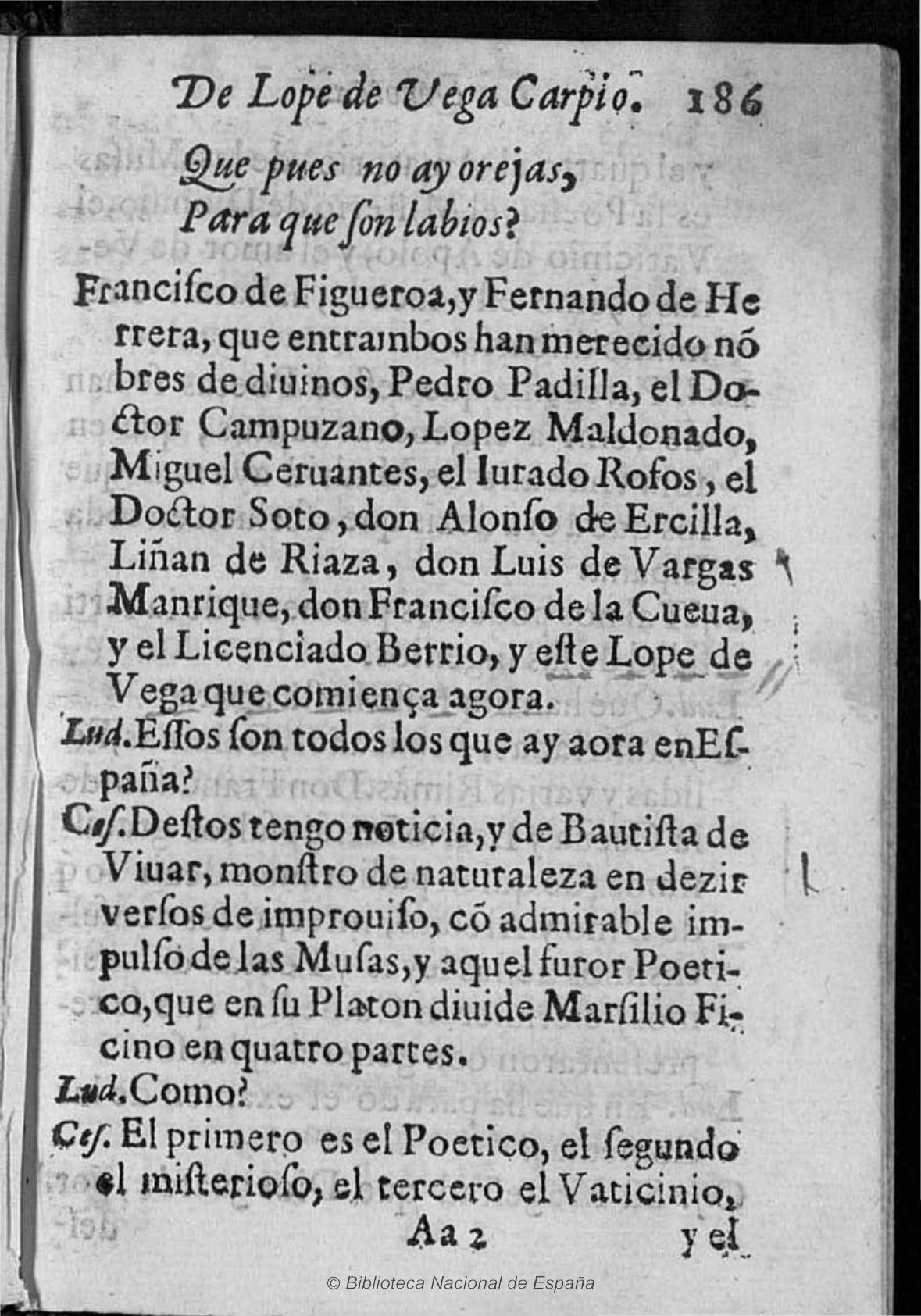
La Dorotea de Lope de Vega donde se nombra a Ercilla. Conservado en la BNE

La Araucana fue considerada por Cervantes como una de las mejores obras épicas en verso castellano que haya producido España y la salva novelísticamente del fuego a que fue sometida la biblioteca de don Quijote. 
Marcelino Menéndez Pelayo señaló que "No hay literatura en el mundo que tenga tan noble principio como la de Chile, la cual empieza nada menos que con La Araucana, obra de ingenio español, ciertamente, pero tan ligada con el suelo que su autor pisó como conquistador, y con las gentes que allí venció, admiró y compadeció a un tiempo, que sería grave omisión dejar de saludar de paso la grave figura de Ercilla".

### Muerte
Después de residir en Perú, regresó a España en 1562, donde publicó su gran obra (1569), dedicada a Felipe II. Fue nombrado gentilhombre de la corte y caballero de Santiago en la villa de Uclés, tras lo cual participó en diversas acciones diplomáticas. En 1570 se casó con María de Bazán y se instaló en Madrid, donde terminó las partes segunda (1578) y tercera de su poema (1589). Ercilla usa la palabra araucano como gentilicio de la palabra en mapudungun rauko (tierra gredosa). 
Falleció en Madrid a los 61 años en 1594. Sus restos reposan en el Convento de San José situado en la ciudad de Ocaña en Toledo. El convento se halla habitado por carmelitas descalzas. Sus restos estuvieron varios siglos bajo el altar en una cripta donde se enterraban las propias monjas, pero fueron trasladados a la iglesia anexa al monasterio para que pudiesen ser visitados con más facilidad.

### Galería

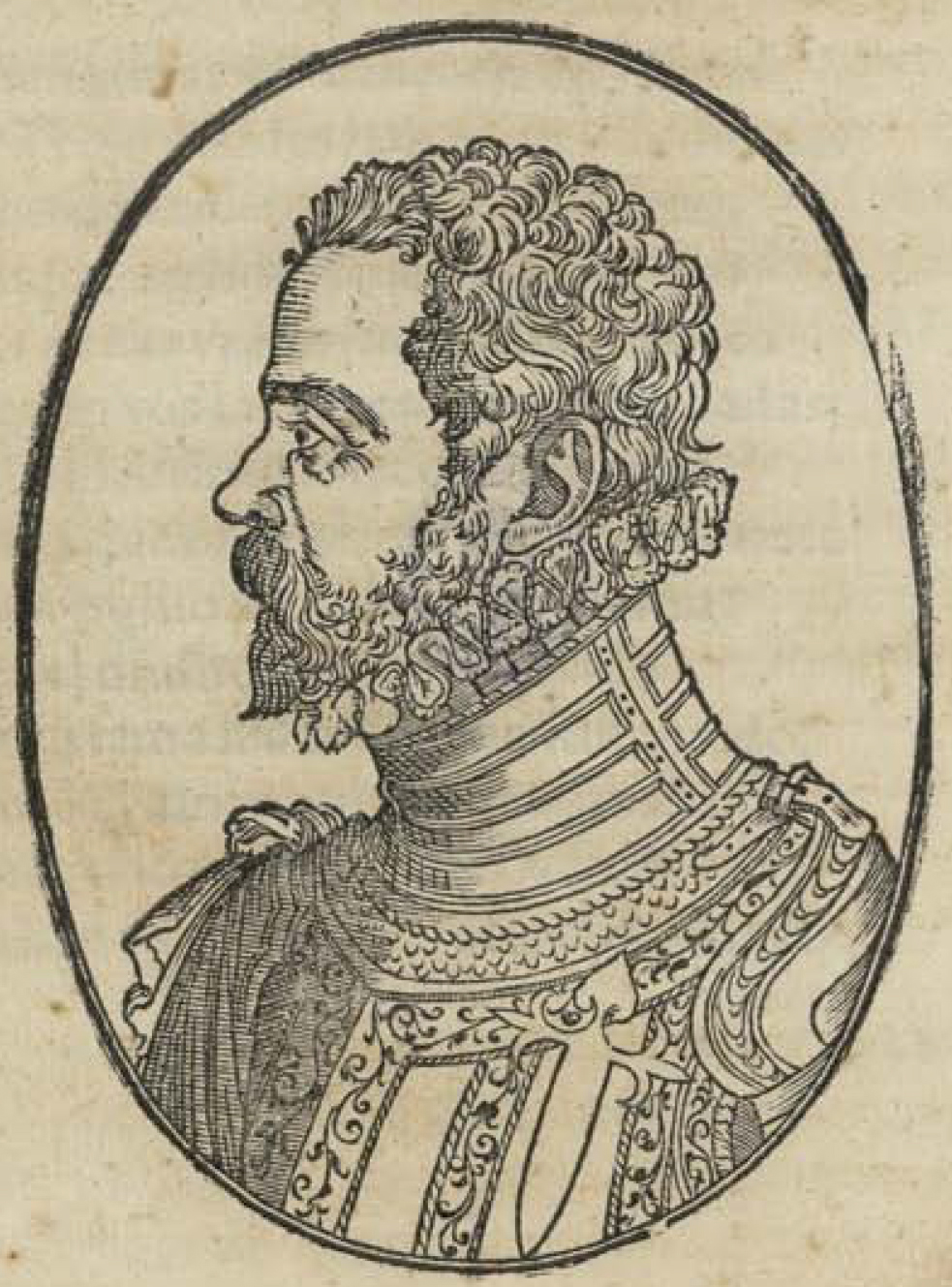
Grabado de Ercilla 1578
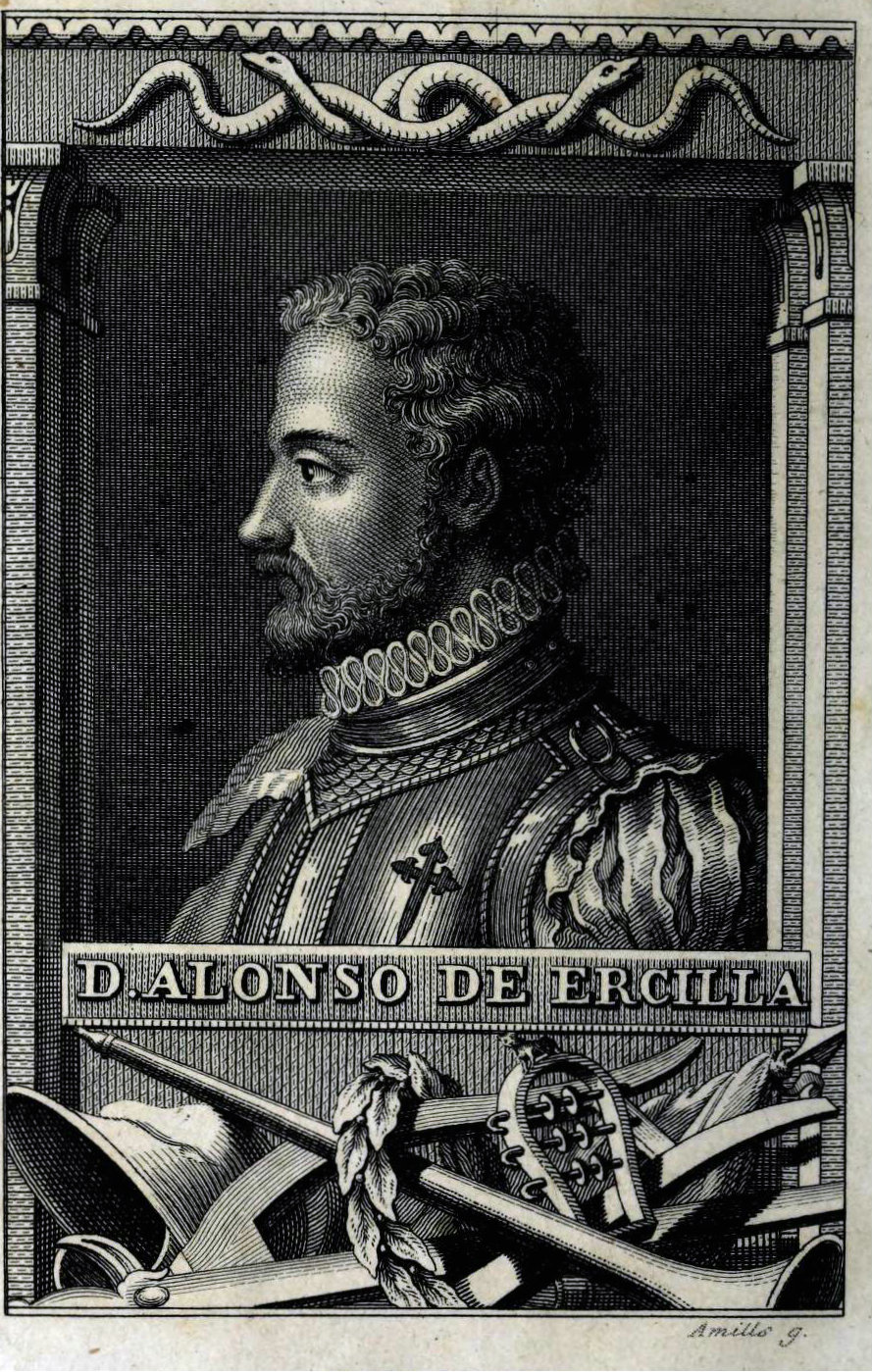
Ilustración de Ercilla
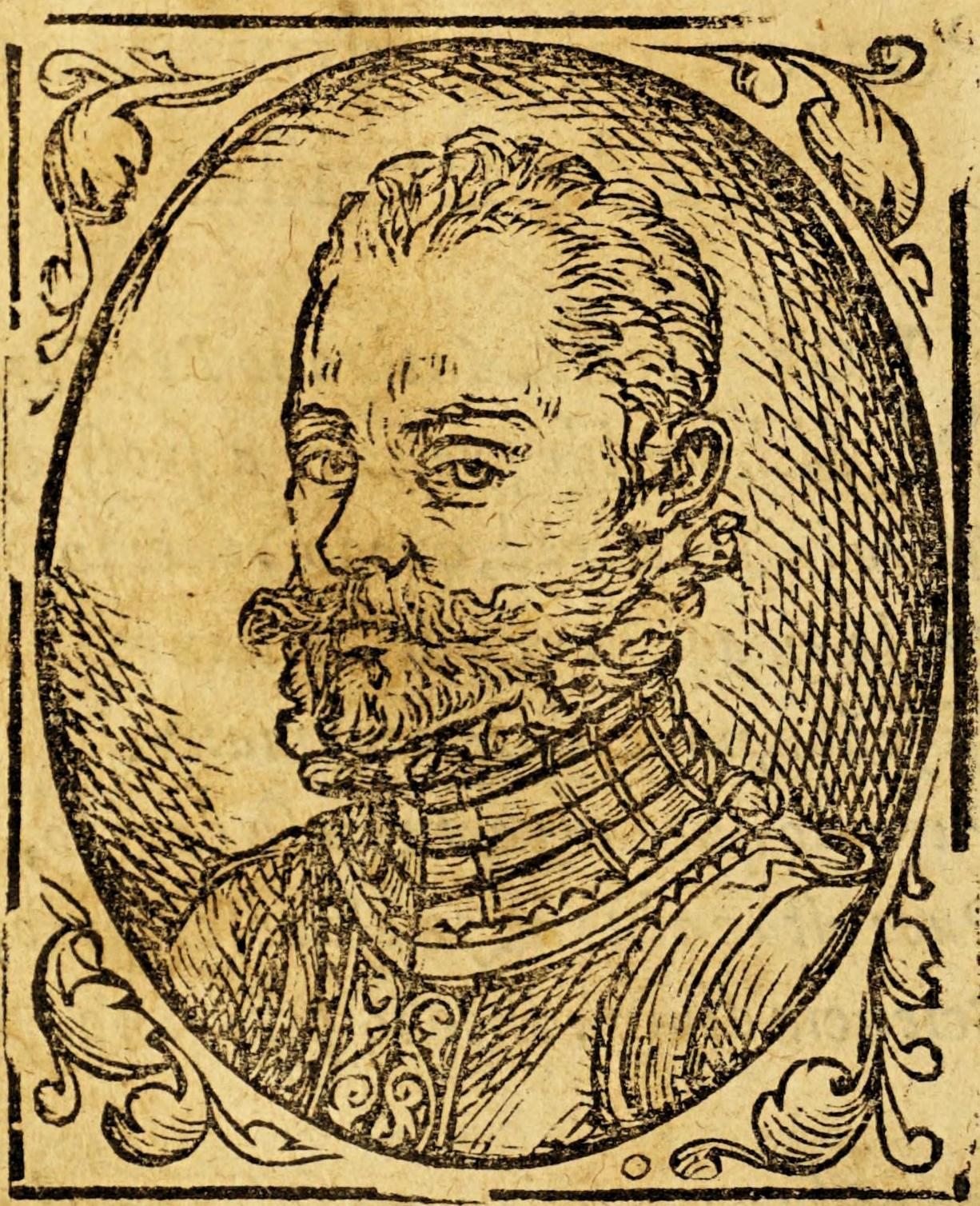
Grabado de Ercilla, 1574
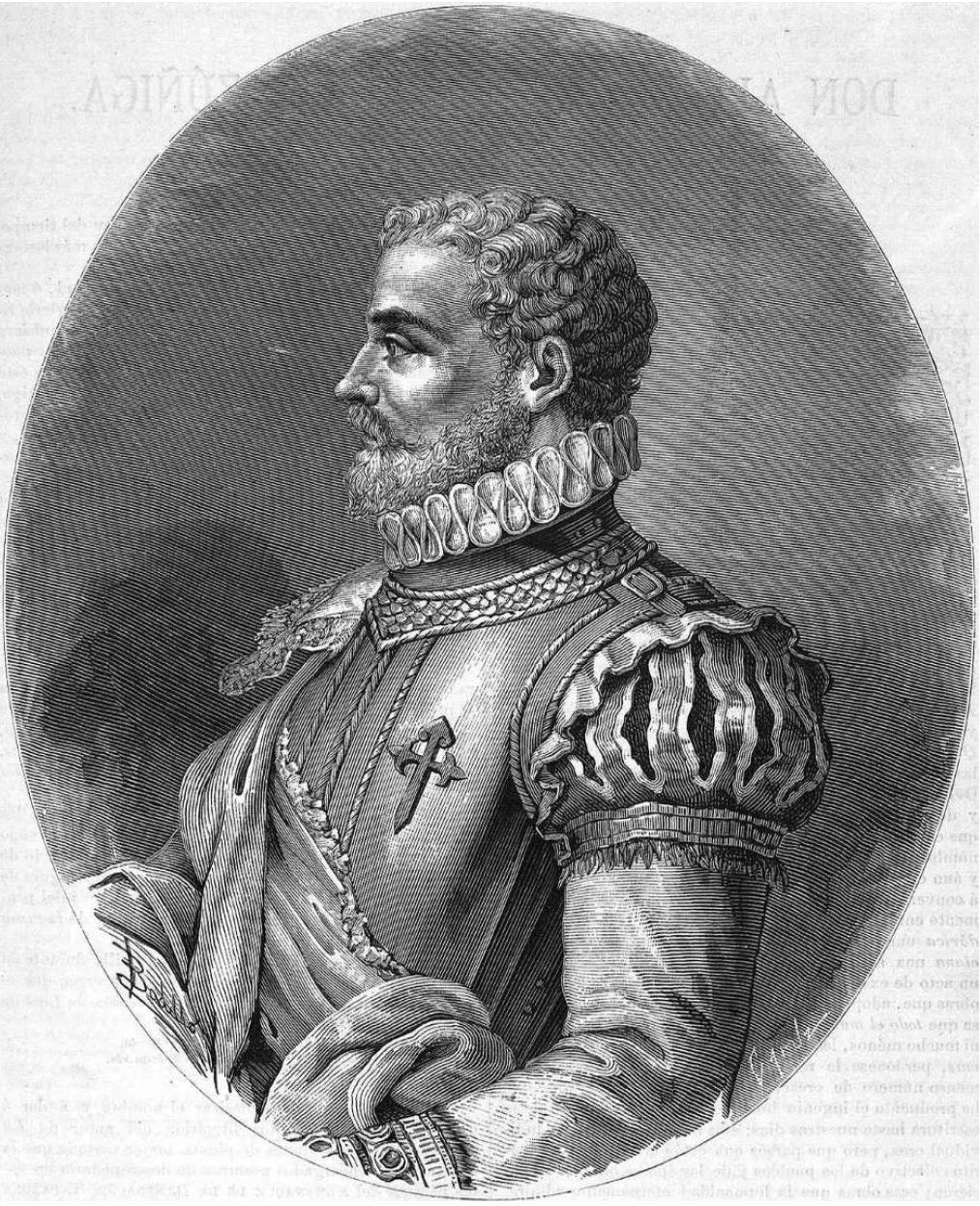
Ilustración de Ercilla, como caballero de la Orden de Santiago
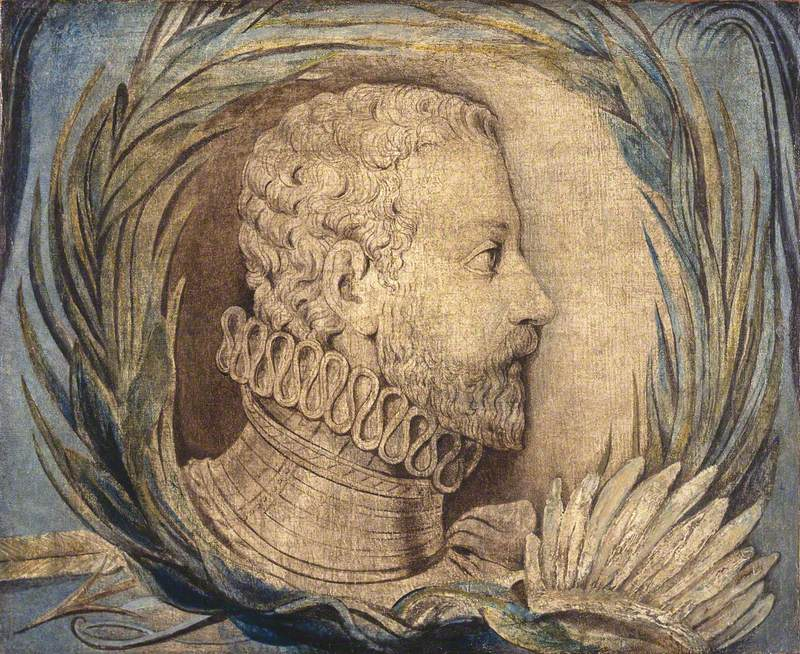
Ercilla por William Blake